# 冒険コロボックル
『冒険コロボックル』（ぼうけんコロボックル）は、1973年10月6日から1974年3月30日まで日本テレビ系列局で放送されていたテレビアニメである。全26話。よみうりテレビとエイケンの共同製作。放送時間は毎週土曜 19:00 - 19:30 （日本標準時）。

## 概要
佐藤さとると村上勉による児童文学『コロボックル物語』シリーズ（『だれも知らない小さな国』およびその続編）をベースにしたメルヘンアニメ。日本のテレビアニメで、日本の児童文学を原作とした先駆けである。前作『隆一まんが劇場 おんぶおばけ』までTCJ動画センター名義を用いていたエイケンが、初めてエイケン名義で制作した作品でもある。
ボックル役の声優には、海外アニメでは常連の鈴木やすし（後の鈴木ヤスシ）を起用。そしてせいたか君役の声優には、当時13歳の長谷川諭を起用していた。
放送継続中は、講談社の子供向け月刊雑誌「テレビマガジン」・「たのしい幼稚園」・「おともだち」・「ディズニーランド」に、それぞれコミカライズ版が連載された。

## 登場人物
ボックル
声 - 鈴木やすし
コロボックルのリーダー格。性格はわんぱくだが勇敢。赤を基調にしたつなぎ風の服を着ている。
クスクス
声 - 坂本新兵
太り気味のキャラクター。とぼけた性格だが、力持ちで仲間想い。着ている服はボックルのものとほぼ同じデザインで、黄色を基調とする。
ラブラブ
声 - 小原乃梨子
コロボックルトリオの紅一点。おてんばであるが、繊細さも併せ持つ。ピンク色のワンピースを着ている。
せいたか
声 - 長谷川諭
コロボックルの3人と唯一普通に接することのできる心優しい少年。小学6年生。コロボックルからは「せいたか君」と呼ばれているが、実際には学年内でも小柄な方であり、学校では「チビ」と呼ばれている。

## スタッフ
- 原作 - 佐藤さとる、村上勉
- プロデューサー - 池頭俊孝（よみうりテレビ）、渡辺米彦
- アシスタントプロデューサー - 小野辰雄
- 制作担当 - 小室常夫、小林征史郎
- チーフディレクター - 渡辺米彦
- 作画チーフ - 小林利雄
- アートディレクター - 大隅敏弘
- 美術 - 太田宏、久保陽彦、藤田勉 ほか
- 撮影 - 斉藤豊、森田弘一、飯塚進 ほか
- 音楽 - ボブ佐久間
- 録音演出 - 本田保則
- 音響効果 - 片岡陽三
- 録音調整 - 飯塚秀保
- 現像 - 東洋現像所
- 制作協力 - トップクラフト、アートスタジオ ほか
- 企画/制作 - よみうりテレビ、エイケン

## 音楽
本作の劇伴はステレオ録音されており、キングレコードからオープニングテーマとエンディングテーマを収録したEP盤とサウンドトラックLP『冒険コロボックル コロボックル達の小さな世界』が発売された（後者は1973年12月発売）。劇伴サントラがアルバム化されたのは、日本のアニメ史上ではこの作品が初と言われている。

### 主題歌
オープニング「白い風にのって」
作詞 - ヒロコ・ムトー / 作曲・編曲 - 筒井広志 / 歌 - ペギー葉山
エンディング「冒険コロボックル」
作詞 - ヒロコ・ムトー / 作曲・編曲 - 筒井広志 / 歌 - ペギー葉山

## 各話リスト
| 話 | 放送日         | サブタイトル           | 脚本     | 演出     | 作画監督 |
| -- | -------------- | ---------------------- | -------- | -------- | -------- |
| 1  | 1973年 10月6日 | 人間さまをテストしろ   | 松岡清治 | 小野辰雄 | 小林勝利 |
| 2  | 10月13日       | 恐怖の黒いかげ         | 平谷寿敏 | 小野辰雄 | 金子勲   |
| 3  | 10月20日       | となりのお願いちゃん   | 雪室俊一 | 山本功   | 山岸弘   |
| 4  | 10月27日       | きらわれ虫             | 城山昇   | 村山徹   | 國保誠   |
| 5  | 11月3日        | さらばせいたか君       | 雪室俊一 | 山本功   | 角田利隆 |
| 6  | 11月10日       | 幻の虫をさがせ         | 松岡清治 | 山田勝久 | 小林一幸 |
| 7  | 11月17日       | 鳩よ飛び上がれ         | 城山昇   | 高垣幸蔵 | 金子勲   |
| 8  | 11月24日       | 洞くつのさけび声       | 平谷寿敏 | 小野辰雄 | 山岸弘   |
| 9  | 12月1日        | 消えたキラキラ石       | 城山昇   | 岡田宇啓 | 小林勝利 |
| 10 | 12月8日        | いたずらっ子の詩       | 平谷寿敏 | 村山徹   | 角田利隆 |
| 11 | 12月15日       | 走れ！スケート靴       | 松岡清治 | 山本功   | 國保誠   |
| 12 | 12月22日       | けらいは大物           | 松元力   | 岡田宇啓 | 金子勲   |
| 13 | 12月29日       | 大追跡作戦             | 雪室俊一 | 岡田宇啓 | 山岸弘   |
| 14 | 1974年 1月5日  | ボックル危機いっぱつ   | 松元力   | 村山徹   | 青木茂   |
| 15 | 1月12日        | 3センチの世界          | 平谷寿敏 | 岡田宇啓 | 小林勝利 |
| 16 | 1月19日        | ラブラブがつかまった   | 城山昇   | 福原悠一 | 角田利隆 |
| 17 | 1月26日        | 一発の銃声             | 高橋稔   | 高垣幸蔵 | 國保誠   |
| 18 | 2月2日         | 七不思議をつくれ       | 雪室俊一 | 新田義方 | 金子勲   |
| 19 | 2月9日         | 悪魔がやってきた       | 平谷寿敏 | 小野辰雄 | 田島実   |
| 20 | 2月16日        | クスクス大手柄         | 松元力   | 西進     | 青木茂   |
| 21 | 2月23日        | 必殺の対決             | 追間健   | 村山徹   | 角田利隆 |
| 22 | 3月2日         | チャーミングなライバル | 松元力   | 福原悠一 | 山岸弘   |
| 23 | 3月9日         | せいたか君がふたり     | 平谷寿敏 | 高垣幸蔵 | 小林勝利 |
| 24 | 3月16日        | がんばれD51            | 高橋稔   | 福原悠一 | 國保誠   |
| 25 | 3月23日        | ふしぎな力             | 高橋稔   | 新田義方 | 青木茂   |
| 26 | 3月30日        | 山は大騒ぎ             | 平谷寿敏 | 岡田宇啓 | 金子勲   |

## 放送局
- 読売テレビ（制作局）：土曜 19:00 - 19:30
- 札幌テレビ：土曜 19:00 - 19:30[3]
- 青森放送：土曜 19:00 - 19:30[4]
- テレビ岩手：土曜 19:00 - 19:30[5]
- 秋田放送：土曜 19:00 - 19:30[4]
- 山形放送：土曜 19:00 - 19:30[5]
- 宮城テレビ：土曜 19:00 - 19:30[5]
- 福島中央テレビ：土曜 19:00 - 19:30[5]
- 日本テレビ：土曜 19:00 - 19:30
- 新潟放送：土曜 17:30 - 18:00[6]
- 北日本放送：土曜 19:00 - 19:30[7]
- 北陸放送：金曜 18:00 - 18:30[8]
- 福井放送：土曜 18:00 - 18:30（1974年4月6日の最終話放送時点）[9]
- 信越放送：土曜 18:00 - 18:30[10]
- 山梨放送：土曜 19:00 - 19:30[11]
- 静岡放送：月曜 17:30 - 18:00[12]
- 中京テレビ：土曜 19:00 - 19:30[13]
- 日本海テレビ：土曜 19:00 - 19:30[14]
- 西日本放送：土曜 19:00 - 19:30[15]
- 広島テレビ：土曜 19:00 - 19:30[15]
- 山口放送：土曜 19:00 - 19:30[16]
- 南海放送：土曜 19:00 - 19:30[16]
- 高知放送：土曜 19:00 - 19:30[16]
- 福岡放送：土曜 19:00 - 19:30[17]
- 長崎放送：土曜 18:00 - 18:30[17]
- 熊本放送：木曜 18:00 - 18:30[17]

## 備考
本作は現状映像ソフト化されておらず、オープニングとエンディングが『TVヒーロー主題歌全集8 エイケン編』（1986年11月10日発売 / 発売元 - 東映ビデオ / 規格 - VHS）と『エイケンTVアニメ主題歌大全集』（1999年12月10日発売 / 発売元 - 東映ビデオ / 規格 - VHS・LD・DVD）に収録されているのみである。また、これらに収録されているオープニングはショートバージョンである。